# 學甲寮 (安南區)
學甲寮，原寫為學甲藔，是臺灣臺南市安南區的一個傳統地域名稱，位於該區北部略偏西。相較於今日行政區，其範圍大致包括學東里不含西北端及西南端及北部邊界地帶、南興里不含東北部凸出部分的東北端、公塭里西北部的北側凸出部分及南側邊界地帶中央一大段、媽祖宮里北端、城北里東部中南側一小段，以及七股區的竹橋里南部凹入部分兩側地區。
本地區境內主要聚落為學甲藔、溪南藔、農場寮，設有學東國小、南興國小。

## 歷史
台灣日治初期，學甲寮地區為一街庄，稱為「學甲藔庄」（舊制街庄），隸屬於西港仔堡。該庄昔日北隔曾文溪及其河灘地與七十二份庄為界，西邊隔曾文溪南側分流鹿耳門溪與土城仔庄、青草崙庄、十份塭庄為界。
1901年（日治明治三十四年）11月11日，全台廢縣廳改設二十廳，該庄隸屬於鹽水港廳。1904年（明治三十七年）4月1日，該庄編入「學甲藔區」，隸屬於鹽水港廳。1906年（明治三十九年）4月1日，鹽水港廳內管轄區域調整，該庄改隸屬於「塭仔內區」。1909年（明治四十二年）10月25日，全台合併二十廳為十二廳，塭仔內區改隸屬於臺南廳。1920年（大正九年）10月1日，全台地方制度大改正，廢十二廳改設五州二廳，該庄改制並雅化為「學甲寮」大字，隸屬於臺南州新豐郡安順庄（新制街庄）。
戰後安順庄改制為安順鄉，隸屬於臺南縣，大字亦改制為村。1946年（民國35年）3月10日，安順鄉併入省轄臺南市，改制並改名為安南區，村亦改制為里。2010年（民國99年）12月25日，臺南縣、市合併為直轄臺南市，安南區仍隸屬於臺南市。

## 聚落
本地區發展較早的聚落為學甲藔、溪南藔（已向東南遷移），在日治初期的官方地圖上已有記載。此外，本地區尚有農場寮聚落。

## 交通
省道台17線又稱「西部濱海公路」，是甲南至水底寮的幹道，經過本地區西端。由該道路北行可前往七股區、將軍區、北門區、嘉義縣布袋鎮等地；南行可前往臺南市北區/中西區、南區、高雄市茄萣區、湖內區西南端等地。
省道台17乙線是土城子至溪心寮的幹道，也是省道台17線與國道8號的聯絡道，經過本地區南部。由該道路西行可前往土城子地區與青草崙地區交界地帶，並止於土城子聚落東北側的省道台17線路口；東行可前往溪心寮地區，並止於溪心寮聚落東北郊的省道台17甲線路口，可轉北連接國道8號。

## 學校
- 學東國小
- 南興國小